# Ophiorrhiza hispida
Ophiorrhiza hispida är en måreväxtart som beskrevs av Joseph Dalton Hooker. Ophiorrhiza hispida ingår i släktet Ophiorrhiza och familjen måreväxter. Inga underarter finns listade i Catalogue of Life.